# Navarone Foor
Navarone Foor (Opheusden, 1992. február 4. –) holland labdarúgó, a Páfosz játékosa.

## Sikerei, díjai
- N.E.C.:
  - Eerste Divisie: 2014–15

- Vitesse
  - Holland kupa: 2016–17